# 伍嘉贤

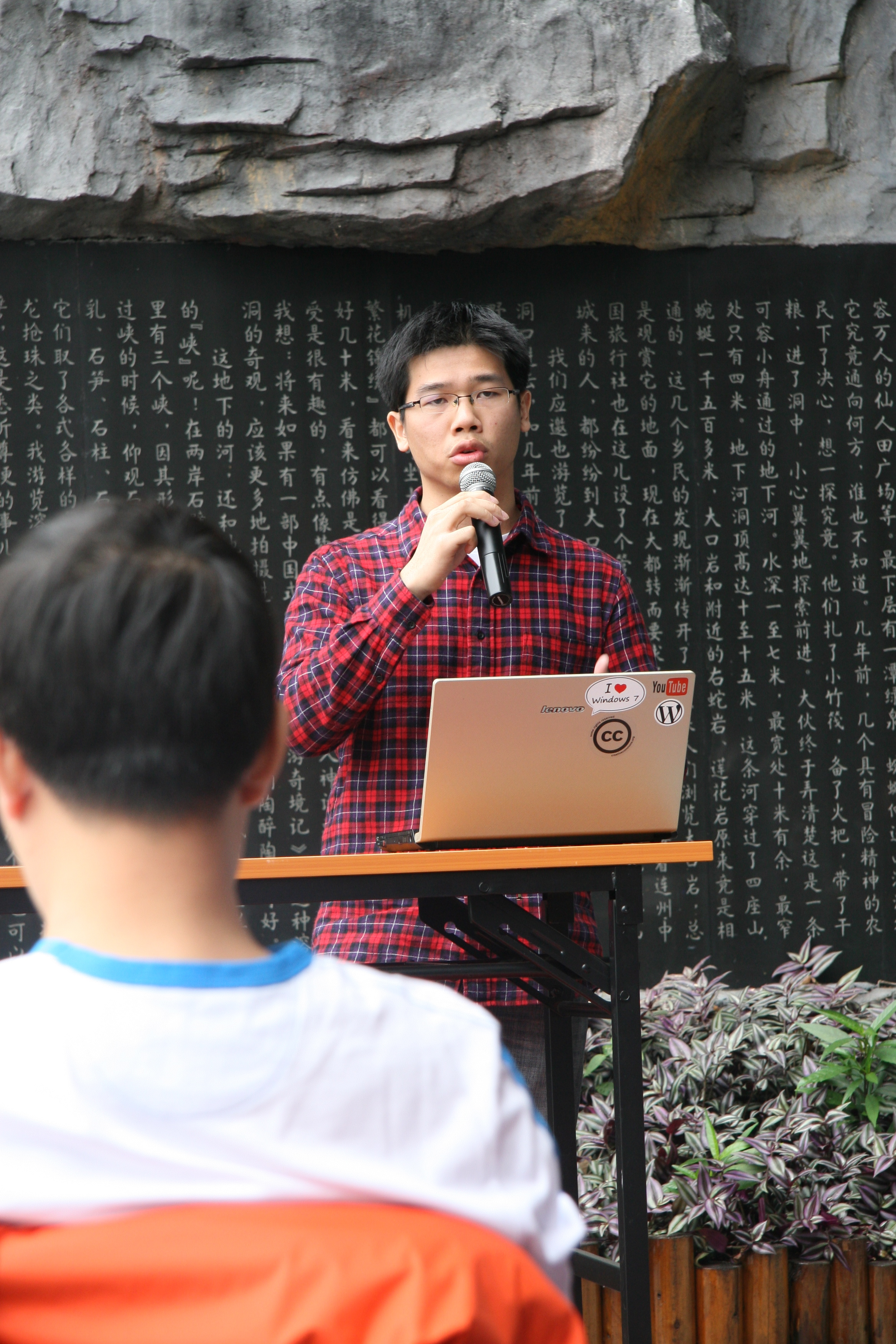
Jason Ng在2009年中文网志年会

伍嘉贤（1987年11月6日—），英文名 Jason Ng，昵称阿禅，常用网名 Jason5Ng32，是一位知名的中文博客和公众号作者和互联网创业者，曾是《电脑报》等知名IT报刊的特约撰稿人，开办了著名中文原创博客可能吧。

## 生平
伍嘉贤，广东台山人，毕业于华北电力大学，曾任职于网易、搜狐等多家公司。2007 年 4 月创办中文原创博客可能吧。定位于「趣味互联网生活」，主要关注互联网文化，互联网产品以及热点事件，揭露中国大陆互联网审查，有部分文章皆表达了对中国网络审查制度的不满以及对信息自由的热爱。2009 年 4 月将可能吧发展为一个多人博客。2010年 3 月 23 日，在 Jason Ng 发表一篇题为《Google退出中国成定局，抹黑行动开始》的博文声援决定退出中国内地的谷歌中国搜索之后，可能吧遭到防火长城封锁。
伍嘉贤还曾多次获邀参加 WordCamp、中文网志年会、PLOGit 等博客交流活动并发表演讲。
2010 年初，伍嘉贤及他创办的可能吧获得搜狐公司颁发的2009年度优秀独立博客奖。
2010 年3 月，伍嘉贤及可能吧获得了德国之声颁发的最佳中文博客奖。 评委安替的评价为：「可能吧」是一个很年轻的学生与一些志同道合的人做的集体博客，它基本上是技术博客，但它谈的是如何帮助网友接触自由的互联网信息，以及从一个新的技术 Geek，也就是技术爱好者的角度，如何解释、评价社会问题，比如说谷歌事件。安替还认为，从「可能吧」中可以看到新一代对技术和政治的看法，「我并不是说『可能吧』就代表了真正的社会抗议，它表达的还是技术与政治这个比较单方向的态度。但是，它的确也表现了，完全新一代的90后、80后，他们完全可以用自己所学的知识背景，以及自己所掌握的那些对中国的了解，开始自己对权利的争取。而且他们是志愿地帮助其他的人获得自由信息。」
2010 年 6 月 4 日晚10点，伍嘉贤被公安带走，人身自由部分受到限制。 2010 年 6 月 5 日凌晨 2 点左右，伍嘉贤回到家中。
2013 年 2 月 8 日，伍嘉贤在世界沟通论坛（ World Communication Forum  ）上，被授予 Media of Future 奖项。
2010 年 6 月至 2014 年 6 月，伍嘉贤创办一个名为 GeekPark（极客公园 ）的面向互联网产品经理和极客的项目。
2015 年 1 月，伍嘉贤再次创业成立轻单，定位为一个让用户分享结构化信息的博客平台，同年 5 月，伍嘉贤在其微信公众帐号宣布轻单网融资失败，网站将以捐助的形式继续运作。 
2016 年 8 月，伍嘉贤受美国国务院教育部邀请，参加「国际访问者领导计划」前往美国进行为期一个月的交流访问，研究课题为「社会企业」。
2016 年，在多年不更新博客后，伍嘉贤在同名的微信公众号发布了一篇《为什么说支付宝脑子进了屎》，在粉丝数只有  9858 人的情况下，24 小时内创下了 300 万的阅读量，此文还被支付宝（蚂蚁金服）的法律代理公司要求删除。此后伍嘉贤在公众号和博客上同步更新文章。
公众号时代，伍嘉贤发表多篇褒奖微信的文章，其中《小程序想要什么》创下了 100 万的阅读量，被马化腾和张小龙先后赞赏。随后在 2018 年 4 月，伍嘉贤加入轻芒公司 （页面存档备份，存于），专注于微信小程序相关业务。